# Be Your Own Pet (album)
Pour le groupe, voir Be Your Own Pet.
Albums de Be Your Own Pet
Get Awkward
Be Your Own Pet est le premier album de Be Your Own Pet sorti en 2006.

## Liste des titres
| No  | Titre                                   | Durée |
| --- | --------------------------------------- | ----- |
| 1.  | Thresher's Flail                        |       |
| 2.  | Bunk Trunk Skunk                        |       |
| 3.  | Bicycle Bicycle You Are My Bicycle      |       |
| 4.  | Wildcat!                                |       |
| 5.  | Adventure                               |       |
| 6.  | Fuuuuun                                 |       |
| 7.  | Stairway To Heaven                      |       |
| 8.  | Bog                                     |       |
| 9.  | Girls On TV                             |       |
| 10. | We Will Vacation, You Can Be My Parasol |       |
| 11. | Let's Get Sandy (Big Problem)           |       |
| 12. | October, First Account                  |       |
| 13. | Love Your Shotgun                       |       |
| 14. | Fill My Pill                            |       |
| 15. | Ouch                                    |       |